# تونجای شانلی
تونجای شانلی (انگلیسی: Tuncay Şanlı؛ زادهٔ ۱۶ ژانویهٔ ۱۹۸۲) بازیکن فوتبال اهل ترکیه است.وی همچنین در تیم ملی فوتبال ترکیه بازی کرده است.